# أندريس كاراسكو (مدرب كرة قدم)
أندريس كاراسكو كاريو (من مواليد 4 مارس 1978) هو مدرب كرة قدم إسباني، وكان يُدرب منتخب الكويت لكرة القدم.

## مسيرته
ولد في سانت ميكيل دوليردولا أوليردولا في برشلونة بكاتالونيا عمل كاراسكو لمدة 11 عامًا في لا ماسيا التابع لنادي برشلونة، حيثُ درب فرق البراعم تحت 9 وتحت 12 وتحت 14 عامًا. في يونيو 2011، انتقل إلى الخارج وانضم إلى نادي دينامو تبليسي الجورجي كمدير لفئات الشباب.
عاد كاراسكو إلى إسبانيا في عام 2012، وتولى قيادة فريق نادي مالقا كاديت إيه وقاد الفريق إلى بطولتين. في 15 يوليو 2013، عاد إلى جورجيا بعد ما تعيينه مديرًا لإعداد الشباب في نادي FC Saburtalo Tbilisi.
في 24 نوفمبر 2014، تم تعيين كاراسكو مساعدًا لمدرب أليخاندرو غارسيا (الذي عمل معه في Dinamo Tbilisi) في نادي ساباديل. غادر النادي في فبراير 2014، بعدما استقال المدرب أليكس غارسيا، وانضم بعدها إلى وسترن سيدني واندررز في 14 يوليو 2015.
أعاد كاراسكو التوقيع مع واندررز في يناير 2016 بقي في النادي حتى فبراير 2017 بعد قبول عرض من كارديمير كارابوكسبور. في 6 يوليو 2018، قام بتغيير الفرق والبلدان مرة أخرى بعد تعيينه مديرًا لفريق شاختار دونيتسك تحت 19 عامًا. أدار الفريق الأخير في الدوري الأوروبي للشباب 2019–20، حيثُ خرج من دور المجموعات.
في 10 نوفمبر 2020، بعد شهر واحد من تعيينه مديرًا لفريق تحت 19 عامًا، تم تعيين كاراسكو مديرًا للمنتخب الكويتي وكذلك المنتخب الأولمبي الكويتي تحت 19 سنة.

## روابط خارجية
- أندريس كاراسكو، الملف  على موقع Soccerway